# テヘラン大学
テヘラン大学（ペルシア語: دانشگاه تهران、英語: University of Tehran）は、イランの首都テヘランにある大学。1,500名の教授、3,500名のスタッフ、32,000名の学生が学ぶイラン最古かつ最大規模の大学である。
多くの著名人・政治家を輩出している。

## 歴史
テヘラン大学は、1934年の開学であるが、その際には既存の高等教育機関も一部取り込んでいるので学部の中には大学よりも古い伝統を持っているものもある。医学部は1851年に創立されたダーロルフォヌーン、さらに造形芸術及び建築学部、農学部、法学部については1899年から1918年にヨーロッパの学者たちによって創立されたさまざまな高等教育機関の流れを汲んでいる。 ペルシアの大学を創立しようというさまざまの尽力があって、これらの高等教育機関が、1933年ペルシア文化省により、その翌年開学する総合大学へと統合されたものである。

## 学部
1934年に開学したテヘラン大学は以下の6学部が整備されていたが、その後70年間の間にさらに10の学部が新たに加わった。
- 神学部
- 自然科学部
- 文学、哲学、及び教育学部
- 医学部
- 技術・工学部
- 法学・政治学、経済学部（ペルシア語版）

ならびに
- 造形芸術・建築学部（1941年）
- 獣医学部(1943年)
- 農学部(1945年)
- 経営学部(1954年)
- 教育学部(1954年)
- 資源生物学部(1963年)
- 経済学部(1970年)
- 外国語学部(1989年)
- 環境科学部(1992年)
- スポーツ科学部

## 卒業生
- ハサン・ロウハーニー - 政治家、ウラマー、第7代イラン大統領
- シーリーン・エバーディー - 弁護士
- アッバス・キアロスタミ - 映画監督
- マヌーチェフル・モッタキー - 政治家、元外相
- ゴラームアリー・ハッダード＝アーデル - 政治家、元国会議長
- モハンマドレザー・アーレフ - 学者、政治家。元第一副大統領
- ロトフィ・ザデー - 情報工学者、カリフォルニア大学バークレー校元教授